# Aaadonta fuscozonata
Aaadonta fuscozonata – gatunek ślimaka trzonkoocznego z rodziny Endodontidae. Endemit Palau w archipelagu Karolinów. Obejmuje dwa krytycznie zagrożone wyginięciem podgatunki.

## Taksonomia
Gatunek ten opisany został po raz pierwszy w 1889 roku przez Richarda Henry’ego Beddome’a pod nazwą Helix (Endodonta) fuscozonata. Jako miejsce typowe wskazano wyspę Koror. Henry Augustus Pilsbry przeniósł go w 1892 roku do podrodzaju Patula (Endodonta), a w rok później wyniósł ten podrodzaj do rangi osobnego rodzaju Endodonta. W 1976 roku Alan Solem umieścił omawiany gatunek w nowym rodzaju Aaadonta oraz podzielił go na dwa podgatunki:
- Aaadonta fuscozonata depressa Solem, 1976
- Aaadonta fuscozonata fuscozonata (Beddome, 1889)

## Morfologia
Muszla podgatunku nominatywnego osiąga od 2,68 do 3,15 mm średnicy i od do wysokości (stosunek wysokości do średnicy wynosi od 0,662 do 0,820), a u podgatunku A. f. depressa od 2,95 do 3,31 średnicy i od do wysokości (stosunek wysokości do średnicy wynosi od 0,698 do 0,707). Na muszlę składa się u podgatunku nominatywnego od 5⅛ do 6½ skrętów, a u podgatunku A. f. depressa od 5½ do 5⅛ skrętów. Skręty upakowane są ciasno. Szczyt muszli i skrętka są silnie wyniesione i od góry lekko zaokrąglone. Dołek osiowy jest bardzo drobny. Stosunek średnicy muszli do średnicy dołka wynosi od 17 do 46,5 u podgatunku nominatywnego i od 16 do 17,8 u A. f. depressa. Główne elementy rzeźby radialnej w części szczytowej i podszczytowej są zanikłe. 1⅜ wierzchołkowych skrętów ma rzeźbę złożoną z delikatnie zaznaczonych, blisko rozmieszczonych, spiralnych żeberek radialnych oraz słabo widocznych nabrzmiałości radialnych. Żebra radialne na pozostałych skrętach są nieregularne, a żeberka radialne szeroko odseparowane od siebie. Szwy są płytkie. Peryferia muszli wydłużone są w słabo wystający kil. Bruzda nadperyferyjna i podperyferyjna są tych samych rozmiarów. Nachylone pod kątem około 10° do osi muszli ujście ma kształt jajowaty i rozszerzoną wargę. Występują trzy przegrody parietalne z drobnym, znacznie rozproszonym perełkowaniem w częściach tylnych. Wyraźna przegroda wrzecionowa ma postać zaokrąglonej listwy, która opadając w dół przecina kallus u podstawy wrzeciona. U podgatunku nominatywnego występują trzy główne przegrody palatalne, zaś u A. f. depressa jest ich pięć.

## Ekologia i zagrożenie
Ślimak ten zamieszkuje nizinne wilgotne lasy równikowe. Jest endemitem Palau w archipelagu Karolinów. Jego historyczny zasięg wynosił mniej niż 20 km². Jeszcze w I połowie XX wieku podgatunek nominatywny występował na Koror, zaś A. f. depressa na obszarze 12 km² na Peleliu. Współcześnie zasięg podgatunku nominatywnego wynosi poniżej 2 km² i ogranicza się do niewielkich wysepek. Podgatunek A. f. depressa znaleziono w XXI wieku tylko na niewielkiej wyspie Ngemelis w liczbie pojedynczego osobnika. Jego współczesny zasięg wynosi najwyżej 1 km².
Czerwona księga gatunków zagrożonych IUCN klasyfikuje cały gatunek jako zagrożony (EN), ale poszczególne podgatunki mają już statusy krytycznie zagrożonych (CR). Obu podgatunkom silnie zagraża wylesianie jak i przebudowa naturalnych lasów deszczowych na wyspach. Trend populacji gatunku jest spadkowy.